# Histoire de Menton

Blason de Menton

Menton est une ville de la Côte d'Azur, fondée au XIIe siècle et qui a appartenu pendant cinq siècles à la principauté de Monaco.

## Préhistoire et antiquité
Les fouilles des Balzi Rossi (grottes de Grimaldi), à la frontière italienne, attestent une présence humaine dès le paléolithique supérieur.
La via Julia Augusta, (ancienne voie romaine qui reliait Vintimille à Nice-Cimiez) et à Rome, devait traverser Menton. On n'a jamais pu identifier de traces archéologiques dans la ville, même si l'on a pensé qu'elle pouvait suivre la rue Longue.
- Cet article est partiellement ou en totalité issu de l'article intitulé « Menton (Alpes-Maritimes) » (voir la liste des auteurs).

## Fondation de Menton

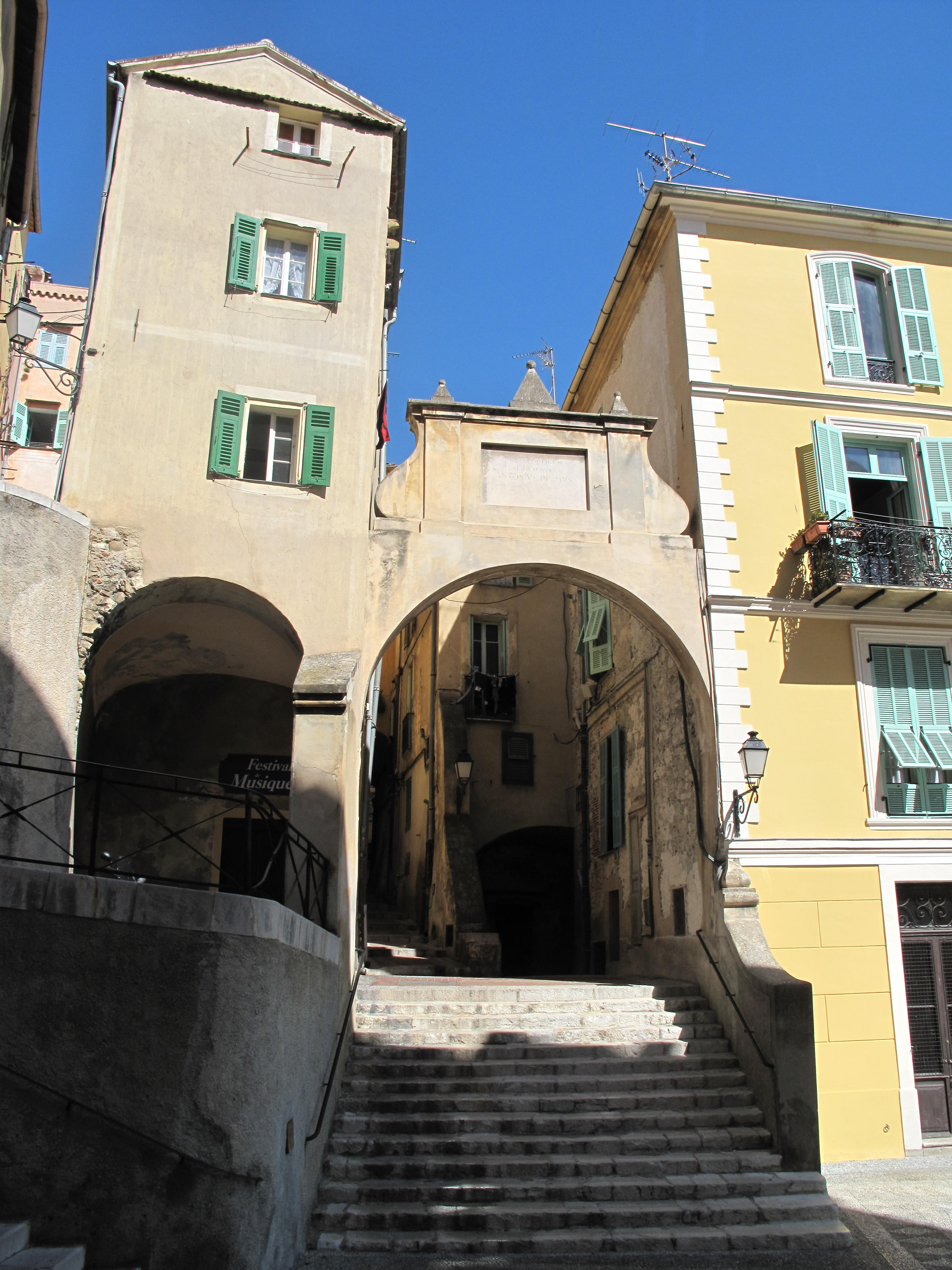
Entrée de la vieille ville

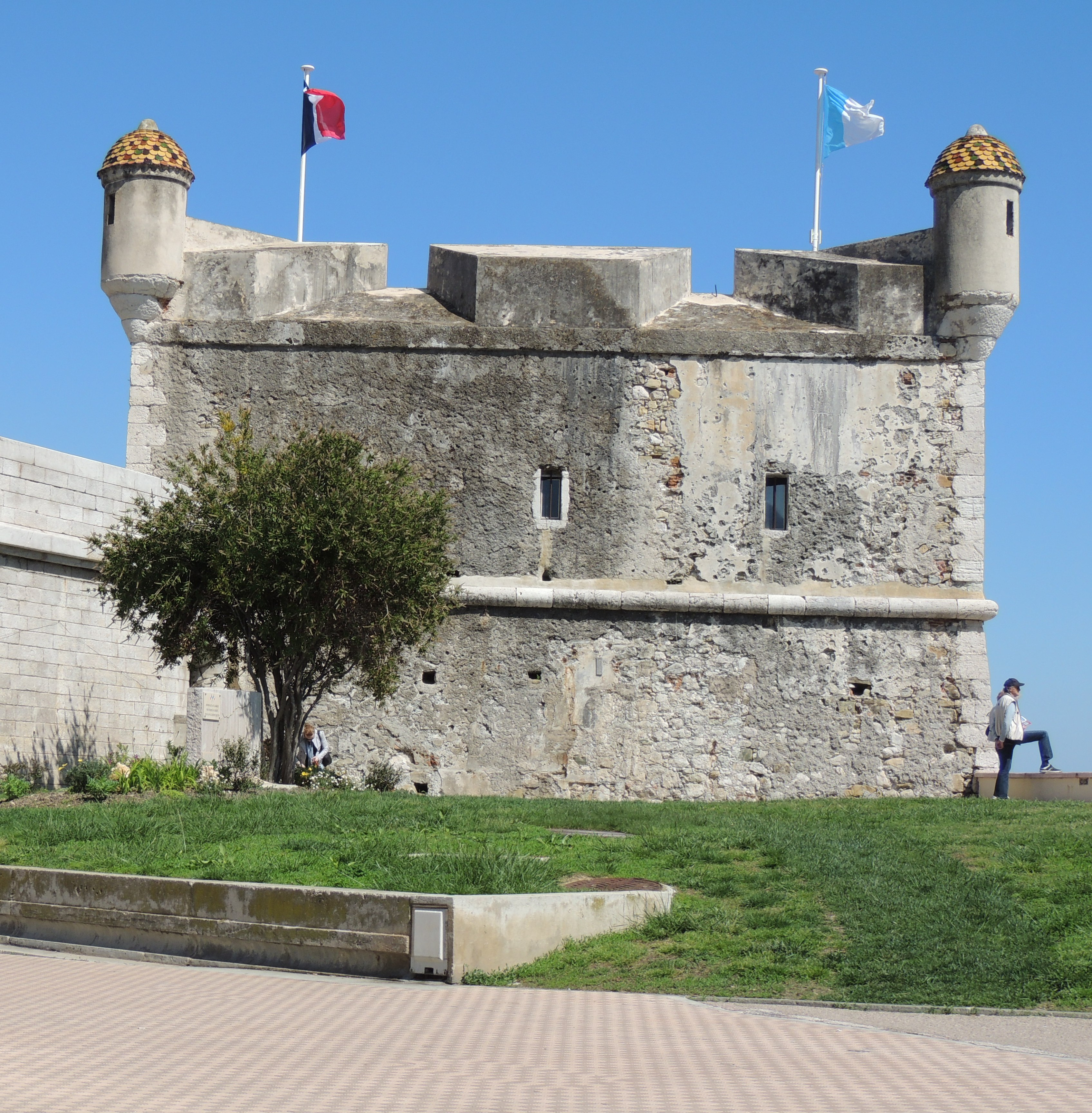
Le bastion (1636-1639)

La zone côtière n'est quasiment plus habitée aux Xe siècle et XIe siècles, à la suite de la modification des équilibres économiques qui s'impose à partir de l'Antiquité tardive dans tout l'ouest de la Méditerranée, au profit de l'arrière-pays et du développement des échanges continentaux par l'intermédiaire du renforcement de voies terrestres, notamment alpines. La désertification côtière est accentuée par la prépondérance maritime exercée par les Arabes sur l'ensemble du bassin méditerranéen à partir du IXe siècle ainsi que par les razzias sarrasines.

## Dans le comté de Vintimille
Le comté de Vintimille mentionné pour la première fois en 962 s'étend sur le bassin de la Roya et de la Bévéra. Le comté englobe vers l'est le bassin de la Nervia jusqu'au Capo Nero (actuellement Sanremo) et vers l'ouest, celui du Careï et vallons adjacents, jusqu'au mont Agel inclus. Cette limite était ancienne puisque Auguste y avait élevé le trophée de La Turbie.
Le comte de Vintimille fonde plusieurs implantations côtières, peuplées par des habitants de l'arrière-pays. La première mention de la seigneurie de Menton date de 1262 même s'il est probable que le château de Puypin (aujourd'hui Pépin) (en latin Podium Pinum) ait été fondé auparavant (engagement des comtes de Vintimille à remettre Puypin aux Génois en 1146). Les deux châteaux, celui de Puypin et celui de Menton, dressé en contrebas, sur le site de l'actuel cimetière dit du Vieux-Château, à 77 m au-dessus du niveau de la mer, sont reconnus comme appartenant à Guglielmo Vento, un Génois, par ledit traité entre Charles d'Anjou et Gênes — Et Podium Pinum et Mentonum q[ue] sunt Guill[elmi] Venti e(t)q(ue) Guill[elmus] Ventus tenet et possidet.
Il est possible, mais non certain, que le nom de la ville vienne de Mons Ottonis (reconstitué) du nom d'Otton II, comte de Vintimille de 1162-1200.

## Dans la principauté de Monaco
La seigneurie de Menton est acquise en 1346 par Charles Grimaldi, après des conflits entre Guelfes et Gibelins ayant intéressé toute la région, ayant abouti à la partition définitive du comté de Vintimille. Elle restera sous la suzeraineté de Monaco, moins peuplée, jusqu'en 1848, — soit pendant plus de cinq siècles, avec la seule parenthèse révolutionnaire.
- Lire notamment « Menton sous les Vento » de M. Lapasset in Ou Pais' Mentounasc, no 54, juin 1990, Menton.

### Histoire de Monaco
En 1162, Gênes voit son autorité reconnue par l'empereur Frédéric Ier Barberousse sur la côte ligure, depuis Porto Venere jusqu'à Monaco. En 1191, l'empereur Henri VI concède enfin à Gênes le Rocher de Monaco, son port et les terres adjacentes. Les Génois installent une colonie sur le Rocher et construisent un château-fort (1215), qui devient le poste frontière à l'ouest de la République.
En 1270, une guerre civile à Gênes met aux prises les Guelfes, partisans du pape et les Gibelins, partisans de l'empereur romain germanique. À la suite d'une victoire de ces derniers, de nombreuses familles guelfes sont exilées parmi lesquelles celle des Grimaldi. Cette puissante famille de patriciens génois, par sa persévérance, s'enracinera sur le Rocher de Monaco au tournant de la société médiévale.
En réaction contre l'exil imposé aux Guelfes, le château de Monaco est pris par surprise le 8 janvier 1297 par certains d'entre eux sous la conduite de François Grimaldi dit « Malizia ».
Charles Grimaldi, chef des Guelfes, occupe le Rocher le 12 septembre 1331 et ne prend le titre de « Seigneur de Monaco » qu'en 1342.
En 1346 et en 1355, les Grimaldi font l'acquisition des seigneuries et fiefs de Menton et Roquebrune. Ce sont ces seigneuries, avec celle de Monaco, qui constitueront le territoire de la Principauté de 1633 à 1861.

## Révolution française
Menton fait partie du premier département des Alpes-Maritimes qui dura de 1793 à 1814.

## Restauration monégasque
En 1814 l'application du principe de légitimité entraîne la reconstitution de la principauté de Monaco dans ses limites d'avant la Révolution (qui englobaient donc Menton). La France en est la puissance protectrice de la même façon qu'avant la Révolution.
En 1815, après les Cent-Jours, la principauté passe sous le protectorat des rois de Sardaigne de la maison de Savoie. Ces mêmes rois annexent aussi en 1815 la république de Gênes, si bien que la principauté se retrouve entourée de toutes parts côté terre par sa nouvelle puissance protectrice.
Le roi de Sardaigne exige et obtient du prince de Monaco un hommage féodal (anachronique au XIXe siècle) non pas pour Monaco proprement dit, mais pour Roquebrune et Menton au motif que ces deux villes ont autrefois fait partie du comté de Nice.

## Révolution de 1848

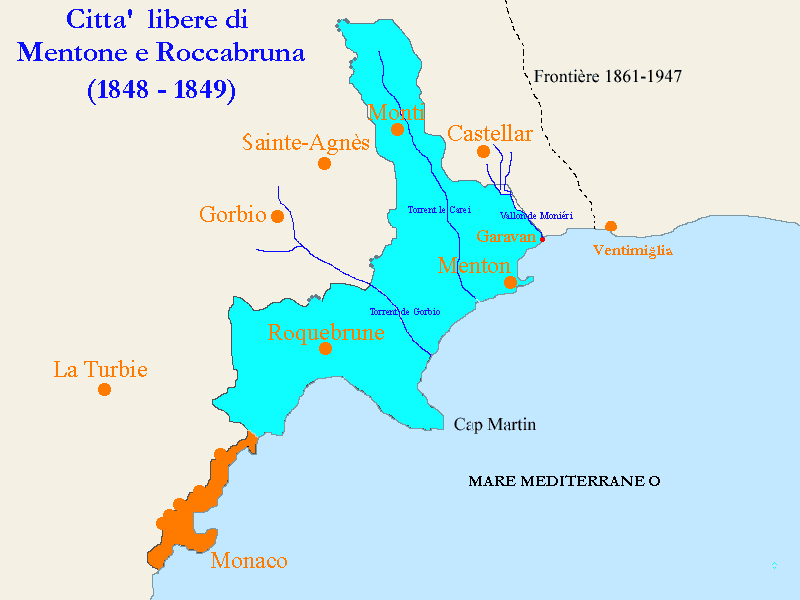
Carte territoriale des "Villes libres de Menton & Roquebrune" en 1848

En 1848, Menton et Roquebrune font sécession de la principauté de Monaco. Devenues Villes libres, elles choisissent pour protecteur le roi de Sardaigne, de la maison de Savoie. Le drapeau qui est alors utilisé dans les Villes libres est un tricolore vert-blanc-rouge (sur le modèle des républiques révolutionnaires italiennes) avec pour mention, en français « MENTON & ROQUEBRUNE - VILLES LIBRES » et deux mains qui se serrent sur le centre du drapeau. Charles Trenca devient président du gouvernement provisoire des Villes libres.

## Rattachement à la France en 1860

### Conséquence de la réalisation de l’unité italienne
Pour réaliser l’unité de l’Italie autour du Piémont, Victor-Emmanuel II fait appel à l’appui français ; Napoléon III ne ménage pas son aide.
Le traité de Turin (signé le 14 mars 1860 et rendu public le 24 mars) prévoit qu’en échange de son soutien au Piémont, la France reçoit le comté de Nice et le duché de Savoie après une consultation des populations. À la suite de la signature de ce traité Giuseppe Garibaldi, né à Nice et principal artisan de l'unité italienne, abandonne progressivement son soutien au royaume sarde.

### Plébiscite de 1860
Le vote se déroule sur deux jours, les 15 et 16 avril 1860, de 9 heures à 16 heures
Les populations s’expriment par un plébiscite. Le gouvernement sarde a établi pour cette consultation le suffrage universel masculin (comme en France). Menton et Roquebrune sont appelées à se prononcer sur leur avenir en même temps que le comté de Nice.
Le 29 avril 1860, les résultats sont proclamés :
- Dans les Alpes-Maritimes :
  - Inscrits : 30 712 ; votants : 25 933 ; abstentions : 4 779
  - Oui : 25 743
  - Non : 160
  - Nuls : 30
- À Menton-Roquebrune (un canton) :
  - Inscrits : 1 120
  - Exprimés : 889
  - Oui : 833
  - Non : 54
  - Nuls : 2

### Les suites du plébiscite

Port de Menton en 1906. Photographie d'Eugène Trutat conservée au muséum d'histoire naturelle de Toulouse.

- 13 mai - Le vote des militaires parvient à Nice (oui : 1 648 - non : 188 - nuls : 23).
- 29 mai - La Chambre des députés sarde ratifie le traité de Turin.
- 11 juin - Le traité de Turin est ratifié par le Sénat sarde.
- 14 juin - La remise du comté de Nice à la France a lieu à midi au palais du gouverneur. Le drapeau sarde est remplacé par le drapeau français.
- 23 juin - Une loi recrée le département des Alpes-Maritimes.
- 2 février 1861 - Le prince de Monaco abandonne ses droits sur Menton et Roquebrune.
- Mars 1861 - Établissement quasi définitif, avant celui de 1947, de la frontière entre les Alpes-Maritimes et l'Italie. Le quartier de Garavan, bien qu'appartenant à la commune de Vintimille jusqu'en 1860 et n'ayant pas participé au plébiscite devient également français[2].

## Seconde Guerre mondiale
À partir du 3 juin 1940, 15 000 habitants parmi les 21 000 que compte la ville de Menton commencent à être évacués. Ils sont tout d'abord dirigés vers Antibes et Cannes puis, à partir du 7 juin 1940 s'organise le déplacement vers les Pyrénées-Orientales. Les habitants de Menton arrivent en gare de Prades les 8 et 9 juin, d'où ils sont alors répartis dans 83 communes. La mairie de Menton s'installe à Prades et y tiendra plusieurs conseils municipaux. Parallèlement, le département des Pyrénées-Orientales était déjà surpeuplé du fait de l'accueil des réfugiés de la Retirada. Les autorités décident donc quelques mois plus tard de déplacer de nouveau une partie des réfugiés de Menton. Le 13 octobre, 3 000 d'entre eux partent pour le Var d'où, deux jours plus tard, 500 tenteront même un retour jusqu'à Menton. Du 16 au 20 octobre, les Pyrénées-Orientales sont touchées par des crues catastrophiques et meurtrières sur l'ensemble du département (épisode de l'Aiguat), détruisant notamment les immeubles accueillant les réfugiés de Menton à Vernet-les-Bains. Fin octobre la majorité des réfugiés de Menton sont donc renvoyés dans le Var où ils restent pour la plupart jusqu'à la fin de la guerre.
Le 20 juin, les Italiens occupent la baie de Garavan et une partie de la baie ouest de Menton. Ils sont stoppés par l'ouvrage du Cap-Martin.
L'Italie n'obtient qu'à l'armistice du 24 juin 1940 signé à la villa Incisa près de Rome d'occuper que le terrain réellement conquis par ses troupes, ce qui incluait le village de Fontan (Alpes-Maritimes) et la partie urbanisée de Menton.
À la suite de cet armistice, la ville est annexée par les Italiens, qui détruisent les bornes frontières franco-italiennes (pont Saint-Louis). Cette nouvelle frontière de facto ne sera pas reconnue par les autorités du gouvernement de Vichy.
L'occupation italienne de Menton se transforme en une annexion légale. Des « occupés » récalcitrants sont expulsés tels le maire de Menton Jean Durandy en octobre 1942. La caserne Forti de Menton sert de lieu d'internement.
Les occupants italianisent entièrement la ville. L'italien devient la langue officielle et obligatoire. L'enseignement est donné en italien. La signalisation des rues est en italien. De nouvelles bornes kilométriques indiquent la distance entre Menton et Rome. Les habitants reçoivent une carte d'identité italienne. La lire italienne est introduite comme monnaie légale et les timbres-poste sont désormais italiens. Le journal est Il Nizzardo, imprimé en Italie. Les personnes âgées se souviennent des prêtres envoyés à Menton, pour y enseigner l'italien semble-t-il.
La ligne de chemin de fer Marseille-Vintimille est électrifiée en 3700 volts triphasé 16 Hz 2/3 entre Menton et Vintimille durant cette période. La gare de Menton est rebaptisée Mentone, et Menton Garavan, en Mentone Garibaldi. Une gare a existé, entre Menton Garavan et Vintimille, desservant le petit village ligure de Latte. La gare existe toujours de nos jours, mais elle est désaffectée. Les locomotives électriques des FS viennent jusqu'à Menton. Une locomotive à vapeur italienne est garée à Menton, en réserve. Lors des combats, en 1944, les installations fixes sont totalement détruites, et cette portion de ligne reste désélectrifiée jusqu'en 1969.
Le recensement du 23 avril 1941 dénombre 6 700 habitants, dont 4 500 Italiens fraîchement installés et 500 autochtones naturalisés italiens, qui avaient été Français.
L'annexion italienne prend fin le 8 septembre 1943 avec la (première) chute de Benito Mussolini et l’armistice de Cassibile. Les autorités allemandes restituent le 8 septembre 1943 l'administration de Menton au gouvernement de Vichy et occupent immédiatement la ville pendant un an exactement, jusqu'au 8 septembre 1944.
Le bord de mer est évacué en février-mars 1944 et une « zone réservée alpestre », dans laquelle Menton est comprise, est créée. Le 29 août 1944, des SS occupent Menton et fusillent six otages. Les Allemands quittent la ville le 6 septembre 1944. Les parachutistes américains et canadiens arrivent le 8. Les Allemands continuent à bombarder la ville pendant plusieurs semaines. La guerre a en définitive endommagé 75 % des immeubles et en a détruit 10 % entièrement.

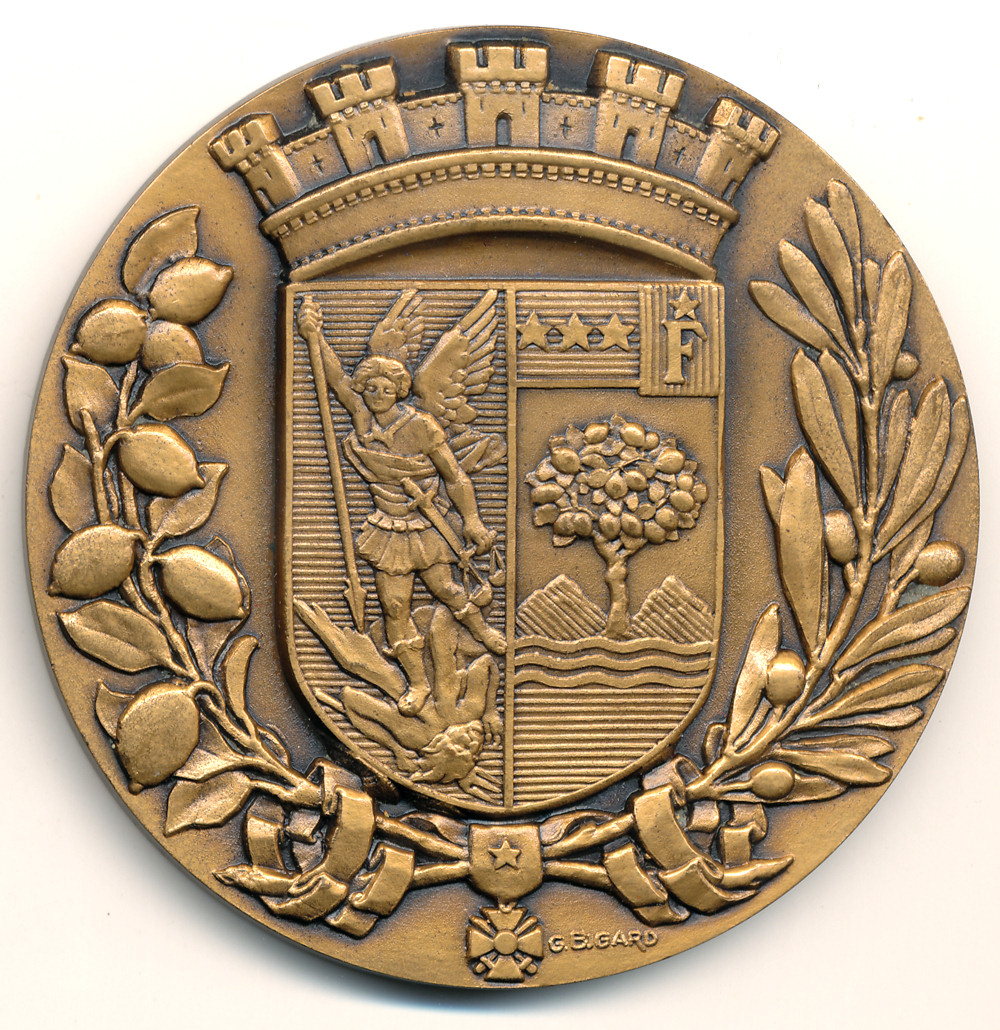
Médaille de la ville de Menton par Gaston Bigard (1953), bronze 67 mm.
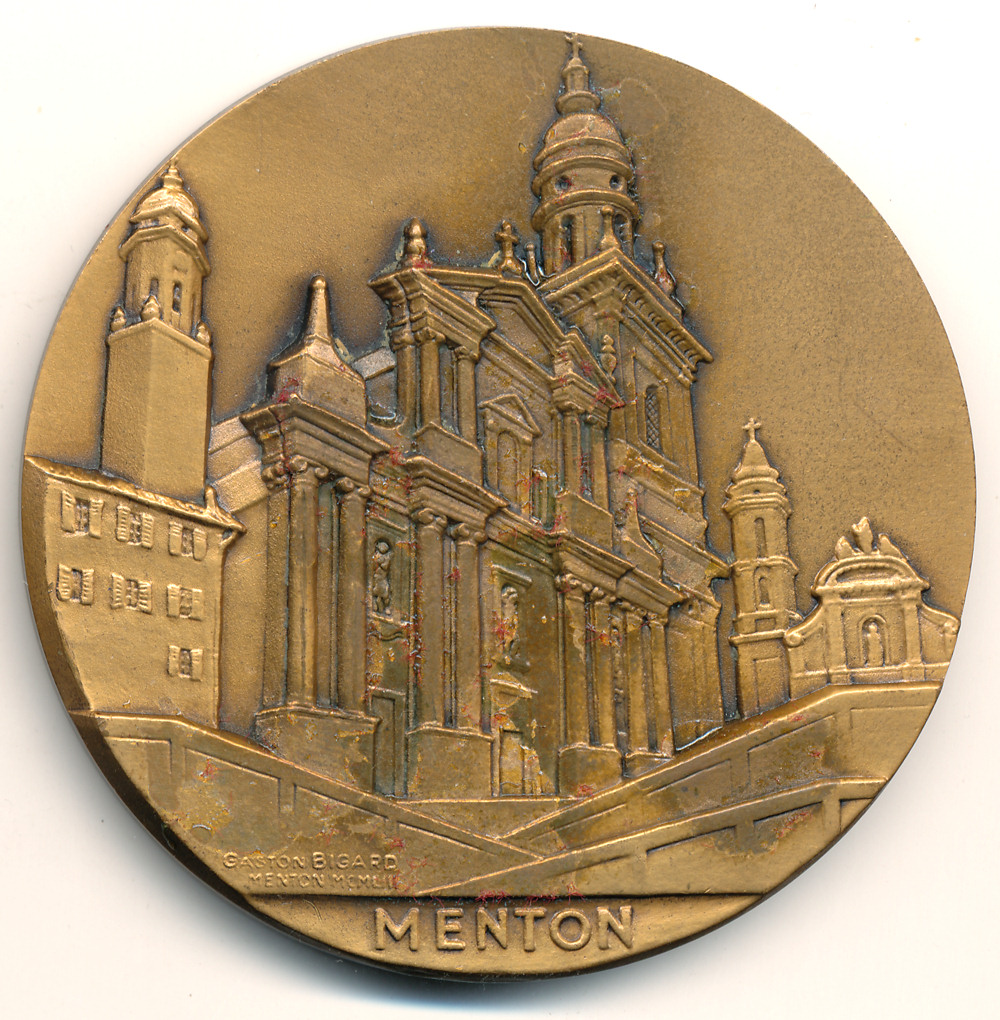
Revers de la médaille.